# João Pedro Maturano dos Santos
João Pedro Maturano dos Santos (Presidente Prudente, Brasil, 15 de noviembre de 1996), conocido simplemente como João Pedro, es un futbolista brasilero que juega como defensa en el Grêmio del Campeonato Brasileño de Serie A.

## Selección nacional
Fue convocado para defender la selección de Brasil en el Campeonato Sudamericano Sub-20 del 2015 que se realizó en Uruguay. Jugó 6 encuentros y clasificaron al Mundial de la categoría.
Nuevamente fue seleccionado para ser parte del plantel de Brasil y viajar a Nueva Zelanda para disputar la Copa Mundial Sub-20. Llegaron a la final, contra Serbia y fueron derrotados en la prórroga.

### Categorías inferiores
| Competición                            | Sede          | Resultado  | Part. | Goles |
| -------------------------------------- | ------------- | ---------- | ----- | ----- |
| Campeonato Sudamericano Sub-20 de 2015 | Uruguay       | Fase final | 6     | 0     |
| Copa Mundial Sub-20 de 2015            | Nueva Zelanda | Subcampeón | 7     | 0     |

## Clubes
Actualizado al 8 de diciembre de 2024.
| Club                       | Div.          | Temporada     | Liga  | Liga  | Estatal | Estatal | Copas nacionales | Copas nacionales | Torneos internacionales | Torneos internacionales | Total | Total |
| Club                       | Div.          | Temporada     | Part. | Goles | Part.   | Goles   | Part.            | Goles            | Part.                   | Goles                   | Part. | Goles |
| -------------------------- | ------------- | ------------- | ----- | ----- | ------- | ------- | ---------------- | ---------------- | ----------------------- | ----------------------- | ----- | ----- |
| S. E. Palmeiras · Brasil   | 1.ª           | 2014          | 17    | 1     | 0       | 0       | ―                | ―                | ―                       | ―                       | 17    | 1     |
| S. E. Palmeiras · Brasil   | 1.ª           | 2015          | 11    | 0     | 2       | 1       | 3                | 0                | ―                       | ―                       | 16    | 1     |
| S. E. Palmeiras · Brasil   | 1.ª           | 2016          | 1     | 0     | 4       | 0       | 0                | 0                | 0                       | 0                       | 5     | 0     |
| S. E. Palmeiras · Brasil   | Total club    | Total club    | 29    | 1     | 6       | 1       | 3                | 0                | 0                       | 0                       | 38    | 2     |
| Chapecoense · Brasil       | 1.ª           | 2017          | 9     | 0     | 13      | 1       | 0                | 0                | 7                       | 0                       | 29    | 1     |
| Chapecoense · Brasil       | Total club    | Total club    | 9     | 0     | 13      | 1       | 0                | 0                | 7                       | 0                       | 29    | 1     |
| E. C. Bahia · Brasil       | 1.ª           | 2018          | 3     | 0     | 10      | 0       | 1                | 0                | 2                       | 0                       | 16    | 0     |
| F. C. Porto "B" Portugal   | 2.ª           | 2018-19       | 21    | 3     | ―       | ―       | ―                | ―                | ―                       | ―                       | 21    | 3     |
| F. C. Porto "B" Portugal   | Total club    | Total club    | 21    | 3     | 0       | 0       | 0                | 0                | 0                       | 0                       | 21    | 3     |
| F. C. Porto Portugal       | 1.ª           | 2018-19       | 0     | 0     | ―       | ―       | 3                | 0                | 0                       | 0                       | 3     | 0     |
| F. C. Porto Portugal       | Total club    | Total club    | 0     | 0     | 0       | 0       | 3                | 0                | 0                       | 0                       | 3     | 0     |
| E. C. Bahia · Brasil       | 1.ª           | 2019          | 12    | 1     | ―       | ―       | ―                | ―                | ―                       | ―                       | 12    | 1     |
| E. C. Bahia · Brasil       | 1.ª           | 2020          | 5     | 0     | 13      | 0       | 1                | 0                | 2                       | 0                       | 21    | 0     |
| E. C. Bahia · Brasil       | 1.ª           | 2021          | 0     | 0     | 5       | 0       | 1                | 0                | 1                       | 0                       | 7     | 0     |
| E. C. Bahia · Brasil       | Total club    | Total club    | 20    | 1     | 28      | 0       | 3                | 0                | 5                       | 0                       | 56    | 1     |
| S. C. Corinthians · Brasil | 1.ª           | 2021          | 1     | 0     | ―       | ―       | ―                | ―                | ―                       | ―                       | 1     | 0     |
| S. C. Corinthians · Brasil | 1.ª           | 2022          | 2     | 0     | 3       | 0       | 0                | 0                | 2                       | 0                       | 7     | 0     |
| S. C. Corinthians · Brasil | Total club    | Total club    | 3     | 0     | 3       | 0       | 0                | 0                | 2                       | 0                       | 8     | 0     |
| Grêmio · Brasil            | 1.ª           | 2023          | 29    | 3     | 7       | 0       | 8                | 0                | ―                       | ―                       | 44    | 3     |
| Grêmio · Brasil            | 1.ª           | 2024          | 32    | 1     | 14      | 1       | 3                | 0                | 7                       | 1                       | 56    | 3     |
| Grêmio · Brasil            | Total club    | Total club    | 61    | 4     | 21      | 1       | 11               | 0                | 7                       | 1                       | 100   | 6     |
| Total carrera              | Total carrera | Total carrera | 143   | 9     | 71      | 3       | 20               | 0                | 21                      | 1                       | 255   | 13    |

## Palmarés

### Títulos nacionales
| Título                | Club            | País     | Año  |
| --------------------- | --------------- | -------- | ---- |
| Copa de Brasil        | S. E. Palmeiras | Brasil   | 2015 |
| Serie A               | S. E. Palmeiras | Brasil   | 2016 |
| Supercopa de Portugal | F. C. Porto     | Portugal | 2018 |

### Torneos regionales
| Título                 | Club        | Estado             | Año  |
| ---------------------- | ----------- | ------------------ | ---- |
| Campeonato Catarinense | Chapecoense | Santa Catarina     | 2017 |
| Campeonato Baiano      | E. C. Bahia | Bahía              | 2018 |
| Campeonato Baiano      | E. C. Bahia | Bahía              | 2020 |
| Campeonato Gaúcho      | Grêmio      | Río Grande del Sur | 2023 |
| Campeonato Gaúcho      | Grêmio      | Río Grande del Sur | 2024 |